# 226 km (obwód nowogrodzki)
226 km (ros. 226 км) – przystanek kolejowy w lasach, w rejonie okułowskim, w obwodzie nowogrodzkim, w Rosji. Położony jest na linii Petersburg – Moskwa, w znacznym oddaleniu od osad ludzkich.